# Амсбери, Боб
Роберт Уэйн Амсбери (2 июня 1928 — 21 ноября 1957) — американский актёр, один из первых участников первых двух сезонов мультсериала Уолта Диснея «Клуб Микки Мауса», работавший сценаристом и актёром Эмсбери также работал актёром озвучивания и посмертно получил роль в диснеевском мультфильме «Спящая красавица» (1959).

## Ранняя жизнь
Амсбери родился в 1928 году в городе Боринг, штат Орегон, и был третьим ребёнком в семье Эрнеста и Кэсси Амсбери. Он окончил среднюю школу Франклина в Портленде, где он дружил и учился с Джонни Рэем. Амсбери с юных лет увлекался музыкой и в 1954 году начал вести развлекательную радиопрограмму «Клетка для белки дяди Боба» на радиостанции KEX в Портленде.

## Карьера
Друг Амсбери, Джордж Бранс, с которым он вырос в Орегоне, работал известным композитором на студии Уолта Диснея в Лос-Анджелесе и в 1955 году пригласил Эмсбери присоединиться к студии Диснея. Эмсбери работал над Клубом Микки Мауса, новым на тот момент сериалом, писал скетчи, а также играл в шоу различных персонажей. Боб-О, персонаж-клоун, которого Эмберли сыграл в сериале, стал своего рода знаменитостью, и его образ был представлен в тематическом парке Диснейленд. Билл Уолш продлевал контракт Эмсбери с Disney до сентября 1957 года, и Эмсбери снялся в эпизоде «Тайна фермы призраков» телесериала Disney «Братья Харди», премьера которого состоялась 13 сентября 1957 года. Его голос также звучит в «Спящей красавице» (1959) в роли одного из приспешников Малефисенты.
Утром 21 ноября 1957 года Эмсбери попал в автомобильную аварию в Портленде вместе с Роем Уильямсом, ещё одним сотрудником Disney. Эмсбери умер от полученных в аварии травм Рой Уильямс, известный любитель выпить. был замешан в этом деле, но другие местные источники утверждают, что Эмберли был водителем, а не пассажиром, и он съехал с дороги и врезался в опору ЛЭП.